# Nikolaj Georgijevič Garin-Michajlovskij
Nikolaj Georgijevič Garin-Michajlovskij (20. února 1852 Petrohrad – 10. prosince 1906 Petrohrad) byl ruský stavební inženýr, cestovatel a spisovatel.

## Životopis
Narodil se v rodině Georgije Antonoviče Michajlovského a Glafiry Nikolajevny roz. Cvetinovičová. Poprvé se oženil roku 1879 s Naděždou Valerjevnou Čarykovovou (1859–1932), přítelkyní své sestry Niky. Dospělosti se dožili jejich děti: učitelka Naděžda Subbotinová (1879–1924), Sergej Michajlovskij (1885–1927), Jiří Michajlovskij (1890–1946), Adelaida Syrniková (1894), Artemij Michajlovskij a vědkyně Olga Neustrujevová (1896–1980). Podruhé se oženil s Věrou Sadovskou roz. Dubrovinovou, se kterou měl dcery Veroniku, Věru, Niku a Olgu.
Nikolaj prožil dětství v Oděse, kde studoval na gymnáziu Richelieu. V roce 1871 vstoupil na právnickou fakultu Petrohradské univerzity, tam studoval pouze jeden rok. Po neúspěšné zkoušce u profesora P. G. Redkina se rozhodl, že je lepší být dobrým řemeslníkem než špatným právníkem a v letech 1872–1878 absolvoval v Petrohradě Ústav železničních inženýrů.
Jako inženýr se podílel na stavbě dálnice přes Laspinský průsmyk a Transsibiřské magistrály. V roce 1891 vedl geodetickou skupinu, která vybrala místo pro stavbu železničního mostu přes řeku Ob pro Transsibiřskou magistrálu. Byl to právě on, kdo zamítl možnost vztyčit most v Tomsku. Toto rozhodnutí později vyústilo v založení Novosibirska a sehrálo zásadní roli v rozvoji města.
Do dějin ruské literatury se Garin-Michajlovskij zapsal jako autor povídky Детство Тёмы [Ťomovo dětství] (1892) a povídky Несколько лет в деревне [Několik let na vesnici]. Výsledkem jeho cest po Dálném východě jsou cestopisy По Корее, Маньчжурии и Ляодунскому полуострову [Okolo Koreje, Mandžuska a poloostrova Liaodong] (1899) a Корейские сказки [Korejské povídky] (1899). Jedna z jeho povídek vyšla v prvním svazku sbírky Znanie Maxima Gorkého v roce 1904. Používal pseudonym N. Garin.

### Památky
- V Petrohradě: pamětní deska (sochař V. P. Petin, architekt V. I. Čerepanov) s textem: „Zde studoval spisovatel-demokrat Garin-Michajlovskij Nikolaj Georgijevič, významný stavební inženýr Transsibiřské magistrály“
- V Novosibirsku: Garin-Michajlovského náměstí je před železniční stanicí Novosibirsk-Hlavní. Jeho jméno nese také stanice novosibirského metra
- V Samarské oblasti: ulice Garina-Michajlovského v osadě Sernovodsk v Sergijevském okrese. V březnu 2013 byla v osadě Surgut, ve stejném okrese, odhalena na jeho počest pamětní deska, jako zakladatele této osady. Dne 8. září 2022 byla v Samaře na rohu ulic Leninská a Rabočaja instalována sochařská kompozice „Tema a Žuchka“. Byla věnována 170. výročí jeho narození. Objekt byl umístěn v blízkosti domu, kde spisovatel koncem 19. století žil
- V Čeljabinské oblasti: ulice Garin-Michajlovskij v osadě Dmitrij Donskoj v Sovětském okrese Čeljabinsku
- Na Krymu: skála Garin-Michajlovského je výběžkem v Laspinském horském amfiteátru na jižním pobřeží (asi 350 m n. m.). Skála byla pojmenována v 80. letech 20. století členy krymského oddělení Ukrajinské geografické společnosti na jeho počest. Na skále byla umístěna pamětní deska s basreliéfem a nápisem Na památku N. G. Garina-Michajlovského
- V literatuře: spisovatelka Lidija Tynjanová napsala dětskou knihu „Nezdolný Garin“ (1974). Sovětský spisovatel V. A. Čivilichin napsal o Garinovi-Michajlovském životopisnou knihu Cesta, která vyšla po autorově smrti na základě jeho archivních materiálů. V tomto románu na příkladu jeho života autor líčí ruskou realitu konce 19. století

## Dílo

### V češtině
- Těmovo dětství – přeložil Jan Jílek; illustroval Stanislav Hudeček. Praha: J. R. Vilímek, 1911
- Hadač – in 1000 nejkrásnějších novel... č. 84, úvod František Sekanina, ze sbírky Korejské povídky přeložila M. Šíchová. Praha: J. R. Vilímek, 1915
- Několik let na vsi – přeložila Anežka Loskotová. Praha: Československé podniky tiskařské a vydavatelské (ČPTV), 1923
- Vesnické obrázky – přel. Anežka Loskotová. Praha: ČPTV, 1923
- Ve shonu venkovského života – přel. Anežka Loskotová. Praha: ČPTV, 1924
- Tómovo dětství: rodinná kronika. Drobné povídky – překlad Vincence Červinky. Praha: Jan Otto, 1924[1]
- Inženýři – přel. Aleš Silva a H. Hackenschmied. Praha: Jan Svátek, 1925
- Studenti: z rodinné kroniky – přeložil Alois Hetzl. Praha: J. Svátek, 1925
- Hrst povídek z ruského venkova – přeložil Augustin Alois Vrzal. Praha: Českoslovanská akciová tiskárna, 1927
- Gymnasisté: z rodinné kroniky – překlad V. Červinky. Praha: J. Otto, 1927
- Dvě slunce: (konec jedné společnosti): román ze života petrohradského v r. 1916 – přeložil Jaroslav Spirhanzl-Duriš. Praha: Bedřich Kočí, 1931
- Z říše nezapadajícího slunce – přeložil J. Spirhanzl-Duriš; vybral a k tisku připravil V. F. Suk; původní obrázky nakreslil Evžen Kalabin. Praha: J. Svátek, 1932
- Žlutý pes a jiné povídky z Korey – překlad J. Spirhanzla-Duriše; ilustroval E. Kalabin. Praha-Dejvice: Knihovna Česká Beletrie, 1932
- Ťomovo dětství – přel. Ludmila Javůrková; úvod I. Voroběva; Ilustroval Jindřich Mahelka. Praha: Vyšehrad, 1950
- Z deníků cesty kolem světa – přeložil Alois Fišera: Praha: Melantrich, 1952
- Korejské pohádky – přeložil Jaroslav Stechar; ilustroval a obálku navrhl Michal Romberg. Praha: SNDK, 1954
- Ťomovo dětství – přeložila Ludmila Javůrková; doslov Miroslava Genčiová; ilustroval Karel Müller. Praha: Svět sovětů, 1955
- Když mládí hledalo cestu – přeložila a vysvětlivkami opatřila Nataša Musiolová. Praha: SNKLHU, 1956